# Курбан-бајрам
Курбан-бајрам је празник који прослављају муслимани широм свијета. Он представља поштовање воље Ибрахима да жртвује свога сина, као чин покорности Божијој вољи, прије него што је Бог интервенисао преко свог анђела Џибрила, који га је обавјестио да је жртва већ примљена. Месо жртвоване животиње се дијели на три дијела. Породица задржава једну трећину; другу трећину дају родбини, пријатељима и комшијама; трећа трећина се даје сиромашнима и угроженима.
У лунарном исламском календару, Курбан-бајрам почиње десети дан мјесеца Зу ел Хиџа и траје четири дана. У међународном (грегоријанском) календару, дани варирају од године до године, помјерајући се једанаест дана раније сваке године.
Курбан-бајрам је посљедњи од два бајрамска празника, док је први Рамазански бајрам. Основа за празновање Курбан-бајрама долази из 196. ајета из суре Ел Бекара, друге најдуже суре у Курану. Ријеч „бајрам” се јавља и у сури Ел Мејда, петој сури у Курану, и значи „свечани празник”.
Као Рамазански бајрам, и Курбан-бајрам почиње са сунет-намазом са два реката које прати хутба. Прослава Курбан-бајрама почиње доласком ходочасника на хаџилуку, од планине Арафат, која се налази источно од Меке. Бајрамска жртва се може прињети све до заласка сунца 13. дана Зу ел Хаџа. Дани бајрама су записани у Хадису као „дани сјећања”. Дани Ташрика почињу са сабах намазом 9. дана Зу ел Хиџа и трају до икиндија намаза 13. дана Зу ел Хиџа (5 дана и 4 ноћи). Укупно 23 молитве: двадесет од 9. до 12. дана и три 13. дана.

## Други називи
Арапски израз „празник жртвовања” (арап. عيد الأضحى) је позајмљен у индо-аријске језике као што су хинди, бенгалски, гуџарати и урду, и аустронежанске језике као што су малајски и индонежански. Друга арапски ријеч за жртвовање је курбан (арап. قربان‎) и она је позајмљена у персијски (عید قربان), урду (قربانی کی عید), таџички (Иди Қурбон), казашки (Құрбан айт), ујгурски језик (Qurban Heyit), као и у разне индо-аријске језике као што је бенгалски (কোরবানির ঈদ). Остали језици су комбиновали арапску ријеч курбан са локалним називима за празник, као курдски (Cejna Qurbanê), паштунски (د قربانۍ اختر), турски (Kurban Bayramı), туркменски (Gurban Baýramy), мандарински (古尔邦节) и малезијски и индонежански (Hari Raya Korban, Qurbani)
У српски, бугарски, руски, татарски и албански језик назив за овај празник је дошао из турског језика.

## Историја
Према веровању, око 2000. године пре нове ере Бог је на земљу послао једног свог роба на подручју Сумерa, у граду Уру, када су се људи покоравали својим идолима и киповима који им нису могли нити помоћи, a нити су им могли икако одмоћи. Послао га је с Истином у једнога Бога. Тај човек био је Ибрахим (Абрахам). Његов пут није био лаган. Пут истине посут је трњем и тешкоћама разних врста, па тако све до своје највише старости када је већ губио наду, није могао добити сина са својом женом Саром. Тада су се одлучили на, у то време регуларан обичај, како му Сара није давала дете, да нађе жену која ће му дати дете. 
Била је то Хаџера и од ње родио се Ишмае (Исмаил). Он ће бити праотац арапског народа. Али Ибрахима је чекало велико изненађење. Дочекале су га „тројица“ и обавестила да ће Сара родити дете на што се она насмејала јер како да она тако стара роди, на шта су они рекли да ће она родити и да ће то бити мушко и да ће га назвати Исак. што на старо-хебрејском значи смешак. 
Од њега ће потећи јевреји. Ибрахим је тако срећно живео све до тренутка када му је Он заповедио да жртвује својег сина Исмаила. Ибрахим је кренуо да га послуша, али када је Бог видео да је Ибрахим спреман да убије свог прворођеног сина зарад заповести коју је он наредио, као велико искушење, зауставио је егзекуцију и уместо Исмаила поставио је овна као жртву. Од тог дана, па све до сад муслимани (они који су предани Божијој вољи) извршавају заповест жртвовања курбана, ТО је најчешће овца, по могућности, али то може бити и противвредност у новцу којим ће се купити месо којим ће се жртвовати те овце. Тај чин се обавља за време хаџиџa, у последњем месец по хиџеретском календару зул-хиџе. Месо које се закоље раздели се на трећину, тако да једна трећина иде родбини, једна сиромашнима и једна трећина ономе којима је највише потребно. Курбан коље онај који има материјалне могућности за то, ако не може, то му није грех.

## Клање курбана
Клање курбана, (жртвовање) присутно је кроз све светске културе и цивилизације. Сама симболика курбан бајрама темељи се на жртви и богобојазности, Жртву коју је Ибрахим требало да принесе тешко да би могао да учини било ко без чврсте вере. За ту богобојазност коју је показао Бог је Абрахама издигао као Његовог пријатеља и обећао му богату земљу и велико потомство и заиста данас све три велике цивилизације, западна као хришћанска, јеврејска и исламска имају заједничког праоца Адама, а од Ибрахима коју спомиње и Стари завет и Куран још ближег сродника. Сама сврха курбана је поново проживети ослобођење заробљавањем себе Божијом речју, његовом вољом и Законом. Тo се најбоље види за време хаџиџа, када се курбан бајрам слави, у време најчвршће уједињености људских душа око заједничког циља, догађаја који представља јединствену слику једнакости и братства на Земљи.